# Claviger montandoni
Claviger montandoni – chrząszcz z rodziny kusakowatych, podrodziny Pselaphinae.

## Występowanie
Występuje w Rumunii.